# Нож на ратовище

Солдаты сводных гренадерских батальонов Екатеринославской армии, вооружённые кавалерийскими карабинами и холодным оружием на древках — «ножами на ратовищах». 1788 г.

«Нож на ратовище» — древковое оружие, бывшее на вооружении двух сводных гренадерских батальонов Екатеринославской армии, незначительной части запорожских казаков и корпуса пеших Малороссийских стрелков в конце XVIII века.
Это оружие было введено по инициативе Потёмкина. 30 марта 1788 года он написал Суворову следующее письмо:
«Отправил одного егеря для образца, как быть вооружену баталиону гренадерскому, находящемуся в третьей дивизии. 500 для сего ножей уже к вам отправлено чрез Херсон, а другие 500 отдайте запорожцам. Егеря обучены здесь как прицеливаться с помощью ножа. Выдумка моя ежели вас понравится, я буду рад. Вместо ружей гренадерам дайте карабины, которые стреляют лутче, нежели ружьи, а столько же далеко, будучи легче несравненно и удобнее для заряда скорого. Прикажите пули перелить по калибру карабинов, ружьи от них отобрать, выучить стрелять в цель и ножами, вместо штыков, колоть и рубить вместо сабли».
О технике работы ножом он упоминал и в следующем письме от 4 апреля: «Отправляю к тебе, друг сердешной, унтер-офицера Екатеринославского егерского корпуса, который одет и вооружен так, как быть гренодерскому батальону, составленному из рот ярославских и муромских. Прикажи ему перед собой приложиться, утвержаясь на ноже, стоя и на коленках, закинуть ружье за плечо и колоть, и рубить ножем».
Суворова новое оружие заинтересовало, и он его модифицировал, добавив, вероятно, погонный ремень, о чём он писал Н. А. Зубову: «Прибудет к Вам гренадер с ножем и помочью для закидывания ножа за плечо к удобности в походе и атак пальбою, что прошу Вас наискорее исправить». В рапорте от 7 апреля сообщалось о доставке в Херсон, помимо «винтовальных» и «гладких» карабинов, 1500 «ножей на ратовищах».
Этими ножами были вооружены, кроме двух сводных гренадерских батальонов, запорожские казаки, а в 1790 в Туле было изготовлено 5000 ножей для корпуса пеших Малороссийских стрелков. «Ножи на ратовищах» представляли собой довольно широкие однолезвийные клинки, закреплённые на коротких древках. Клинок был с небольшим изгибом. Насколько видно из писем, они предназначались для нанесения колющих и рубящих ударов, а также для прицеливания. Распространения это оружие не получило и вскоре вышло из употребления.